# Marjolijn Touw

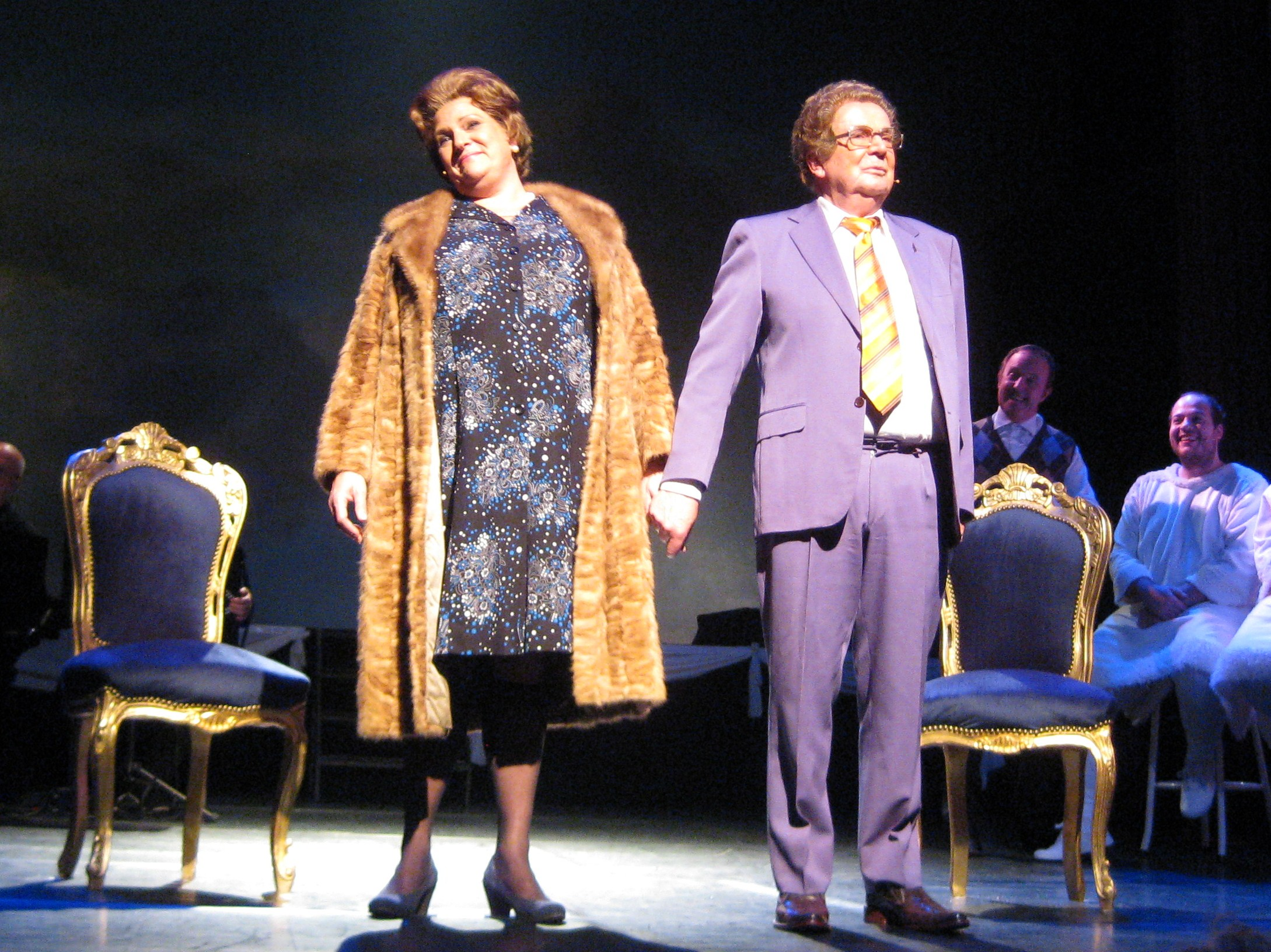
Marjolijn Touw als Tante Leen en Rob van de Meeberg als Johnny Jordaan in de musical "Kerstfeest in de Jordaan" in 2016

Marjolijn Touw (Nieuwer-Amstel, 1 oktober 1962) is een Nederlandse zangeres (alt), danseres en (musical)actrice.

## Biografie
Vanaf haar achtste zong ze al in een christelijk koor. Nadien volgde Touw een opleiding aan de Academie voor Kleinkunst in Amsterdam, waar ze in 1987 afstudeerde. 
Ze trouwde in 2016 voor de tweede maal en heeft een volwassen dochter.

### Loopbaan
In het theater speelde ze enkele jaren achtereenvolgens met Bert Klunder en Karin Bloemen. Touw vormde in 1992 met Arthur Schlemper het duo dat Karin Bloemen bijstond in haar muzikale theaterprogramma 'Karin in concert'. In 1993 lanceerde ze haar eigen soloprogramma, Hoeren en Heiligen, gevolgd door Een boel Touw. 
Later speelde ze onder andere ook in musicals als The Wiz (2006-2007) en als Ma Vrijmoeth in de musical Ciske de Rat (2007-2009). Voor deze laatste rol ontving ze een Musical Award voor beste vrouwelijke bijrol. Touw is bekend door haar stem in onder andere De kleine zeemeermin II, Harry Potter en Finding Nemo. Touw speelde van 2013 tot en met 10 augustus 2014 de rol van moeder-overste in de musical Sister Act. Van 2017 tot 2019 speelde Touw in de musical Was Getekend, Annie M.G. Schmidt de rol van Geertruida Maria Bouhuijs (Annies moeder), een rol waarvoor ze de Musicalaward voor beste vrouwelijke bijrol ontving.
In 2019 was Touw te zien als een van de 100-koppige jury in het televisieprogramma All Together Now.

## Toneel
- Amstel Toneel (1986)[1]
- Huis aan de Amstel (1986)
- Veenstra slaapt nog (1987)[12]
- Een Rits te Ver (2005) (ze verving de geblesseerde Pamela Teves voor een half jaar)[13][14]
- Theaterroute Huizen (2021)
- Een Rits te Ver - Maya Hak (2024)
- Frank Sanders en Friends (2024)

## Cabaret
- Klunder & co (vanaf 1987) met Bert Klunder[5]
- Bosje Bloemen (1989/1991) naast Karin Bloemen[15]
- Karin in Concert (1991/1993) naast Karin Bloemen[15][16][17]
- 25 jaar Karin Bloemen (2008, jubileumvoorstelling) naast Karin Bloemen[18]
- Helden (Purper) (2011/2012)[19] met Frans Mulder
- Samen Solo (2021) met Frans Mulder

## Theatersolo
- Hoeren en Heiligen (1993/1994)[1][15]
- Een boel Touw (1994/1995)[1][15]
- A tribute to S(t)ing (1996)[1][15]
- Marjolijn Touw houdt van jou (2019)[7][20]

## Musical/muziektheater
- David Copperfield (1995)[1][15]
- Chicago, gevangenisdirectrice Mamma Morton (1999-2001)[5][15][21]
- Gilly (1998)[15]
- Mamma Mia!, alternate Roos (2004-2006)[9]
- Dobbe dobbe dobbe van Opus One (2004-2005, hommage aan Guus Vleugel)[5][22]
- Avond van het nieuwe lied (2006)
- The Wiz, de gemene heks Sadista (2006-2007)[9]
- Ciske de Rat - de musical, Ma Vrijmoeth (2007-2009)[9]
- Mary Poppins,[23] Juf Andrew (2010) en 15 januari 2011 wegens te veel ziekte
- Petticoat, Mevrouw van Rooden (2010/2011)[9]
- The Little Mermaid - Zeeheks Ursula (2012/2013)[24]
- Hommage Frans Mulder (AKF) (2013)
- Sister Act[9][10]- (alternate tot en met 6 juni 2014) Moeder-overste (2013/2014)
- On Stage, een backstage musical - Mimi van Ramshorst (20 t/m 25 mei 2015 in Stadsgehoorzaal Kampen)
- Nonsens - Moeder-overste Regina (2016)[2]
- The Rozettes - Stella (2016)
- Kerstfeest in de Jordaan - Tante Leen (2016)[2]
- Was Getekend, Annie M.G. Schmidt - Geertruida Maria Bouhuijs (2017-2019)[2]
- Hello Dolly (2020) - Vrouw Roos, Esmeralda Poen en understudy Dolly Levi[5]
- Als de Kerstman komt in de Jordaan - Tante Leen (2021)
- Grease (musical) - Miss Lynch & Wilma (2023)
- Harmonie - Penningmeester Diede (2024)
- Biografie Tante Leen - Tante Leen (2025)
- Foxtrot (musical) - Rosie, alternate Mathilde (2026)

## Televisie en radio
- Bloemen voor Harry Bannink - achtergrondzangeres (VARA, 1 jan 1989)[15]
- Spijkers met koppen (radio)[15][23]
- De schreeuw van De Leeuw (VARA, 1991) - als de eerste Annie de Rooy[5][23]
- Uit de kleren (RVU) (1994)[15]
- Ko de Boswachtershow - gastrol (1995)[15]
- Bruin Goud (NOS, 1995)[15]
- Knoop in je Zakdoek - gastrol als een begeleidster (1997)[15]
- Hé Hallo Kobie en Ko (VPRO, Villa Achterwerk)(1998-1999)[15]
- Jurylid Una Voce Particolare (2000-2005)[23]
- Bij Ron of André - gast (2000)
- Gemeentebelangen - gastrol (2002)
- Concert "Giro D'Italia" - zangeres (2002)
- Maandag Prinsjesdag - gastoptreden (2003)
- Het Zonnetje in Huis - als barvrouw Hannie (2003)[23]
- Baantjer - De Cock en de moord op de diva - als Lisa Bragonje (2003)
- Kinderen geen bezwaar - Samantha, kermisvrouw van het Spookhuis (2006)
- Deze is voor jou - zangeres (2007)
- Lingo Bingo Show - kandidaat (2007)
- Dik Voormekaar Show/Teletheater - Judith en mevrouw Vermeulen (2009)
- Niks te gek! - gastrol (2012)
- Van je vrienden moet je het hebben - gast (2012)
- Goede tijden, slechte tijden – Frederique Weber (2013)
- De Slimste Mens - kandidaat (2015)[25]
- Sinterklaasjournaal - Een mevrouw die een paard wil kopen (2016)
- All Together Now - Jurylid (2019-2020)
- Kees & Co - Toos (2020)
- Jul & Julia - Herrie op de Prairie - Tante van Meneer Kaasgaaf (2023)

## Film
- Het Feest van Tante Rita 2: De Chocobom - Ria Bakzeil (2024)

## Stem
- Freddie de koele kikker - Tante Messina (1992)
- Duimelijntje - Mevrouw Veldmuis (1994)
- Een trol in Central Park - Gnorga, de trollenkoningin (1994)
- De Kleine Prinses - Juffrouw Minchen (1995)
- 101 Echte Dalmatiërs - Cruella De Vil (1996)[2]
- Teletubbies -  de beroemde zin: "Het zonnetje lacht, de lucht is blauw, Teletubbies, kom maar gauw!" (1998)
- Een luizenleven - Wegvliegende strontvlieg(en) (1998)
- Otje - Juffrouw Ochtendster, Jessie en Boef de hond (1998)
- Wunschpunsch - Tirannia (2000)[2]
- As Told by Ginger - Moeder Loes Houtslag (2000)
- De kleine zeemeermin II: terug in de zee - Zeeheks Morgana (2000)
- Gadget en de Gadgetinis - o.a. receptioniste (2001)
- 102 Echte Dalmatiërs - Cruella De Vil (2001)
- Harry Potter en de Steen der Wijzen - Madame Hooch (2001)
- Harry Potter videogames - Molly Wemel
- Shrek - Oude vrouw (2001)
- Totally Spies! - overige stemmen, o.a. Felicia Mann (2002)
- Finding Nemo - De Zeester Sterre (2003)[2]
- The Fairytaler - Verschillende personages (2003)
- Paniek op de Prairie - Maggie (2004)
- Sjakie en de Chocoladefabriek - Mrs. Gloop (2005)
- Keizer Kuzco 2 - Yzma (2005)
- De kleine ijsbeer 2: Het geheimzinnige eiland - de Hagedis (2005)
- Shrek the Third - De Boze Koningin en De Goede Fee (2007)
- The Emperor's New School - Yzma (2009)
- Brave - Maudie, de dienstmeid (2012)
- Pelle en de dierenrovers - Brunhilde (2013)
- Descendants - Cruella de Vil (2015)
- Cinderella commercial - de stiefmoeder (2015)
- Finding Dory - De Zeester Sterre (2016)
- Vaiana - Oma Tala (2016)
- Lightyear - Darby Steel (2022)
- Vaiana 2 - Oma Tala (2024)

## Regie
- Disney's 101 Dalmatiërs (1996)
- Bobby's wereld (1997)
- Flubber (1997)
- Teletubbies (1998)
- Tweenies (1999)
- As Told by Ginger (2000)
- Side by Side (musical), Frank Sanders Akademie (2004)
- De kleine ijsbeer 2: Het geheimzinnige eiland (2005)
- De Fontanelly Hoop & Troost Revue (2015/2016)

## Docent
- Academie voor Kleinkunst
- Academie voor musicaltheater Frank Sanders[5][15]
- Ballet Akademie Lucia Marthas
- Akademie Lucia Marthas[5]

## Prijzen
- Pisuisse-prijs (1986)[26]
- Pall-Mall Exportprijs (1989)[5]
- Nominatie John Kraaijkamp Musical Award als Beste vrouwelijke bijrol (grote productie) voor Sadista in The Wiz (2007)
- John Kraaijkamp Musical Award voor beste vrouwelijke bijrol in een grote musical, voor haar rol als Ma Vrijmoeth in Ciske de Rat (2008)[9]
- Nominatie John Kraaijkamp Musical Award als Beste vrouwelijke bijrol (grote productie) voor Miss Andrew in Mary Poppins (2010)
- John Kraaijkamp Musical Award voor beste vrouwelijke bijrol in een grote musical, voor haar rol als mevrouw Van Rooden in Petticoat (2011)[9]
- Musical Award voor beste vrouwelijke bijrol, voor haar rol als Geertruida Maria Bouhuijs in Was getekend, Annie M.G. Schmidt (2018)[2][9][27]
- De Gouden Genesius Penning (2019)[9][27]
- Oeuvreprijs Cabaret en Kleinkunst van het Utrechtse Schiller Theater (2019).[4][20]